# 奥利韦利亚
奥利韦利亚，是西班牙加泰罗尼亚巴塞罗那省的一个市镇。总面积39平方公里，总人口3617人（2013年），人口密度93人/平方公里。